# Wolfenhausen (Weilmünster)
Wolfenhausen ist ein Ortsteil der Gemeinde Weilmünster im mittelhessischen Landkreis Limburg-Weilburg.

## Geographische Lage
Wolfenhausen liegt im östlichen Hintertaunus im Naturpark Taunus, in einer Höhenlage von 300 Metern über NN, ca. sieben Kilometer südwestlich der Kerngemeinde Weilmünster. Die höchste Erhebung in der Gemarkung ist der Rote Küppel mit 378 Meter über NN, der sich nordwestlich der Ortsrandlage erhebt. Direkt südlich des Dorfes liegt die die Hell mit 330 Meter über NN. Durch den Ort fließt der Wolfenhauserbach, der im Walddistrikt Laubus entspringt, talabwärts durch das Laubustal fließt und unterhalb des Dorfes Laubusbach heißt. Etwa 500 m nordöstlich des Dorfes in Richtung Laubuseschbach, steht die Heideneiche auf der Passhöhe an der Kreisverkehr-Kreuzung.
Die Gemarkungsfläche beträgt 5,54 Quadratkilometer, davon sind 1,96 Quadratkilometer Wald.
Nachbarorte sind Münster (westlich), Langhecke (nordwestlich), Laubuseschbach (nordöstlich) und Haintchen (südlich).

## Geschichte

### Ortsgeschichte
Der Ort wurde bereits in einer Urkunde aus dem Jahr 1194 als zum Kirchspiel Münster gehörend erstmals erwähnt. Angenommen wird, dass das Dorf bereits einige Jahrhunderte vorher bestanden hat.
Man kann davon ausgehen, dass Kaiser Otto I. Wolfenhausen um das Jahr 1000 dem Bistum Worms schenkte. In dieser Zeit soll auch der Beginn der Leibeigenschaft für die Wolfenhäuser Bürger seinen Anfang genommen haben. Eine Urkunde vom 14. November 1570 berichtet von einem Austausch von Leibeigenen zu Wolfenhausen zwischen der Grafschaft Wied-Runkel und Nassau-Saarbrücken. Während das Dorf von 1194 bis gegen 1400 der Kirche Kloster Arnstein bei Nassau gehörte, waren die Bewohner Wolfenhausens teilweise dem Grafen von Nassau und dem Grafen von Wied-Runkel untertan und tributpflichtig. Von 1596 scheinen die Reichsgrafen von Wied-Runkel unbestrittene Herren gewesen zu sein. Doch machten die Umstände, vermutlich die schwierige finanzielle Lage dieser Häuser, auch fernerhin gelegentlich Verpfändungen notwendig. Die wechselnden Abhängigkeiten trennten oft diese kleine Gemeinde in sich.
Der Dreißigjährige Krieg hatte wie in den umliegenden Ortschaften des Hintertaunus verheerende Auswirkungen in Wolfenhausen. Das Dorf blieb jedoch vor der völligen Vernichtung bewahrt. Vermutlich seit 1551 war Wolfenhausen evangelisch und gehörte nach den Fürsten von Wied-Runkel zum reformierten Bekenntnis. Durch Regierungsverordnung des Grafen von Wied-Runkel aus dem Jahr 1691 wurde Wolfenhausen von der Mutterkirche Münster getrennt und zu einer Hauptkirche erhoben.

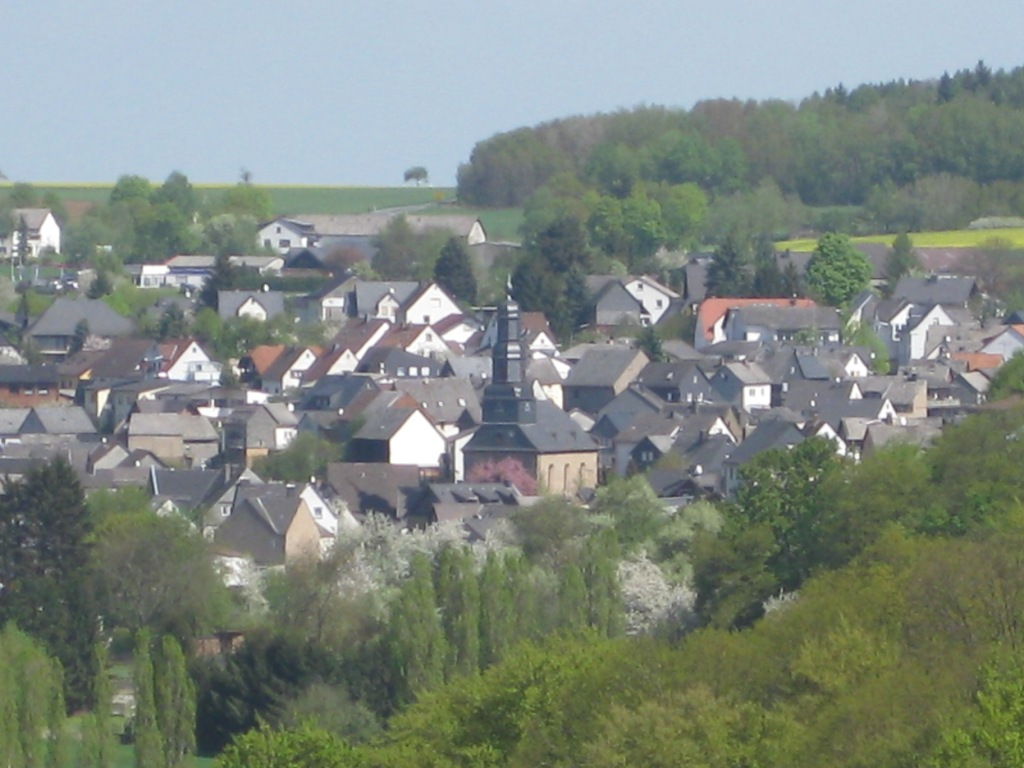
Ortsansicht mit ev. Kirche

Im Jahr 1752 wurde die alte, baufällige Kapelle niedergelegt und eine neue Kirche errichtet und 1780 eine neue Orgel angeschafft. Die Verlegung des Kirchhofs erfolgte im Jahr 1823, östlich außerhalb von Wolfenhausen.
Bereits seit dem Jahr 1707 besaß der Ort das Privileg, Märkte abzuhalten. Der Marktplatz befand sich an der Stelle des heutigen Sportplatzes.
Die Einwohner Wolfenhausens waren seit jeher Bauern, Bergleute und einfache Handwerker. Nach der Überlieferung soll im 19. Jahrhundert die Besenbinderei eine wichtige Hausindustrie gewesen sein.
Im Jahr 1766 verließen 42 Einwohner von Wolfenhausen ihren Geburtsort und wanderten in das kaiserlich russische Reich aus. Teuerung und Hungersnot sowie auch die zeitweilige Minderung des Landbesitzes mögen der Anlass der Auswanderung gewesen sein.
Am 31. Mai 1802 wurde in der Wolfenhäuser Gemarkung an der Grenze zur Gemarkung nach Haintchen der berühmte Räuber Johannes Bückler, auch Schinderhannes genannt, gefangen genommen.
Hessische Gebietsreform (1970–1977)
Im Zuge der Gebietsreform in Hessen fusionierten am 31. Dezember 1970 der bisherige Marktflecken Weilmünster im Oberlahnkreis mit den bis dahin selbstständigen Gemeinden Aulenhausen, Dietenhausen, Ernsthausen, Laimbach, Langenbach, Laubuseschbach, Lützendorf, Möttau, Rohnstadt und Wolfenhausen freiwillig zur neuen Großgemeinde Weilmünster. Essershausen kam am 31. Dezember 1971 hinzu.
Für alle zwölf ehemals eigenständigen Gemeinden wurden Ortsbezirke gebildet.

### Historische Namensformen
In erhaltenen Urkunden wurde Wolfenhausen unter den folgenden Ortsnamen erwähnt (jeweils mit dem Jahr der Erwähnung):
- 1194: Wolvenhusen
- 1197: Wolfhusen
- 1397: Wolfenhusen
- 1483: Wolfenhuessen
- 1532: Wolffhyssen
- 1554: Wolffhausen
- 1607: Wolffenhausen
- 1661: Wolffenhaussen

### Verwaltungsgeschichte im Überblick
Die folgende Liste zeigt die Staaten und Verwaltungseinheiten, denen Wolfenhausen angehört(e):

- vor 1806: Heiliges Römisches Reich, Grafschaft (seit 1791 Fürstentum) zu Wied-Runkel, Amt oder Herrschaft Runkel
- ab 1806: Herzogtum Nassau,[Anm. 2] Standesherrschaft Wied-Runkel, Amt Runkel
- ab 1849: Herzogtum Nassau, Kreisamt Limburg[Anm. 3]
- ab 1854: Herzogtum Nassau, Amt Runkel
- ab 1867: Königreich Preußen,[Anm. 4] Provinz Hessen-Nassau, Regierungsbezirk Wiesbaden, Oberlahnkreis[Anm. 5]
- ab 1871: Deutsches Reich, Königreich Preußen, Provinz Hessen-Nassau, Regierungsbezirk Wiesbaden, Oberlahnkreis
- ab 1918: Deutsches Reich (Weimarer Republik), Freistaat Preußen, Provinz Hessen-Nassau, Regierungsbezirk Wiesbaden, Oberlahnkreis
- ab 1944: Deutsches Reich, Freistaat Preußen, Provinz Nassau, Oberlahnkreis
- ab 1945: Amerikanische Besatzungszone,[Anm. 6] Groß-Hessen, Regierungsbezirk Wiesbaden, Oberlahnkreis
- ab 1946: Amerikanische Besatzungszone, Hessen, Regierungsbezirk Wiesbaden, Oberlahnkreis
- ab 1949: Bundesrepublik Deutschland, Hessen, Regierungsbezirk Wiesbaden, Oberlahnkreis
- ab 1968: Bundesrepublik Deutschland, Hessen, Regierungsbezirk Darmstadt, Oberlahnkreis
- ab 1971: Bundesrepublik Deutschland, Hessen, Regierungsbezirk Darmstadt, Oberlahnkreis, Gemeinde Weilmünster[Anm. 7]
- ab 1974: Bundesrepublik Deutschland, Hessen, Regierungsbezirk Darmstadt, Landkreis Limburg-Weilburg, Gemeinde Weilmünster
- ab 1981: Bundesrepublik Deutschland, Hessen, Regierungsbezirk Gießen, Landkreis Limburg-Weilburg, Gemeinde Weilmünster

### Einwohnerentwicklung
| Wolfenhausen: Einwohnerzahlen von 1825 bis 2020 | Wolfenhausen: Einwohnerzahlen von 1825 bis 2020 | Wolfenhausen: Einwohnerzahlen von 1825 bis 2020 | Wolfenhausen: Einwohnerzahlen von 1825 bis 2020 | Wolfenhausen: Einwohnerzahlen von 1825 bis 2020 |
| --- | ----------------------------------------------- | ----------------------------------------------- | ----------------------------------------------- | ----------------------------------------------- |
| Jahr |                                                 |                                                 |                                                 | Einwohner                                       |
| 1825 | 1825                                            |                                                 | 555                                             | 555                                             |
| 1834 | 1834                                            |                                                 | 601                                             | 601                                             |
| 1840 | 1840                                            |                                                 | 700                                             | 700                                             |
| 1846 | 1846                                            |                                                 | 726                                             | 726                                             |
| 1852 | 1852                                            |                                                 | 772                                             | 772                                             |
| 1858 | 1858                                            |                                                 | 795                                             | 795                                             |
| 1864 | 1864                                            |                                                 | 827                                             | 827                                             |
| 1871 | 1871                                            |                                                 | 832                                             | 832                                             |
| 1875 | 1875                                            |                                                 | 867                                             | 867                                             |
| 1885 | 1885                                            |                                                 | 961                                             | 961                                             |
| 1895 | 1895                                            |                                                 | 881                                             | 881                                             |
| 1905 | 1905                                            |                                                 | 901                                             | 901                                             |
| 1910 | 1910                                            |                                                 | 915                                             | 915                                             |
| 1925 | 1925                                            |                                                 | 763                                             | 763                                             |
| 1939 | 1939                                            |                                                 | 740                                             | 740                                             |
| 1946 | 1946                                            |                                                 | 1.025                                           | 1.025                                           |
| 1950 | 1950                                            |                                                 | 998                                             | 998                                             |
| 1956 | 1956                                            |                                                 | 972                                             | 972                                             |
| 1961 | 1961                                            |                                                 | 990                                             | 990                                             |
| 1967 | 1967                                            |                                                 | 1.067                                           | 1.067                                           |
| 1970 | 1970                                            |                                                 | 1.024                                           | 1.024                                           |
| 1987 | 1987                                            |                                                 | 1.014                                           | 1.014                                           |
| 1993 | 1993                                            |                                                 | 1.164                                           | 1.164                                           |
| 1996 | 1996                                            |                                                 | 1.094                                           | 1.094                                           |
| 2001 | 2001                                            |                                                 | 1.111                                           | 1.111                                           |
| 2005 | 2005                                            |                                                 | 1.170                                           | 1.170                                           |
| 2010 | 2010                                            |                                                 | 1.133                                           | 1.133                                           |
| 2011 | 2011                                            |                                                 | 1.137                                           | 1.137                                           |
| 2015 | 2015                                            |                                                 | 1.105                                           | 1.105                                           |
| 2020 | 2020                                            |                                                 | 1.036                                           | 1.036                                           |
| Datenquelle: Historisches Gemeindeverzeichnis für Hessen: Die Bevölkerung der Gemeinden 1834 bis 1967. Wiesbaden: Hessisches Statistisches Landesamt, 1968. Weitere Quellen: ; Zensus 2011 |                                                 |                                                 |                                                 |                                                 |

### Historische Religionszugehörigkeit
Quelle: Historisches Ortslexikon
| • 1885: | 835 evangelische (= 96,98 %), 2 katholische (= 0,23 %), 2 andere Christen (= 0,23 %), 22 Juden (= 2,56 %) |
| • 1961: | 802 evangelische (= 81,01 %), 154 katholische (= 15,56 %) Einwohner                                       |

## Politik
Für Wolfenhausen besteht ein Ortsbezirk (Gebiete der ehemaligen Gemeinde Wolfenhausen) mit Ortsbeirat und Ortsvorsteher nach der Hessischen Gemeindeordnung.
Der Ortsbeirat besteht aus fünf Mitgliedern. Bei den Kommunalwahlen in Hessen 2021 betrug die Wahlbeteiligung zum Ortsbeirat 50,73 %. Alle Kandidaten gehörten der Liste „Bürger für Welmünster“ an. Der Ortsbeirat wählte Dietmar Blasius zum Ortsvorsteher.

## Kultur und Sehenswürdigkeiten

### Vereine
- Sportverein 1926 e. V. Wolfenhausen
- DLRG Ortsgruppe Wolfenhausen
- Freiwillige Feuerwehr Wolfenhausen, gegr. 1932 (seit 1. März 1977 mit Jugendfeuerwehr und seit 25. September 2010 mit Kinderfeuerwehr)
- Schützenverein 1929 e. V. Wolfenhausen
- Kleintierzuchtverein „Edle Rasse“ Wolfenhausen
- Gesangverein „Liederkranz – Vorwärts“ Wolfenhausen
- Kegelverein Wolfenhausen
- Ev. Frauenchor Wolfenhausen
- KGW Kultur u. Geschichtsverein e. V. Wolfenhausen
- Ev. Frauenhilfe Wolfenhausen
- VdK Ortsverband Wolfenhausen

### Bauwerke
Für die denkmalgeschützten Kulturdenkmäler des Ortes siehe Liste der Kulturdenkmäler in Wolfenhausen.

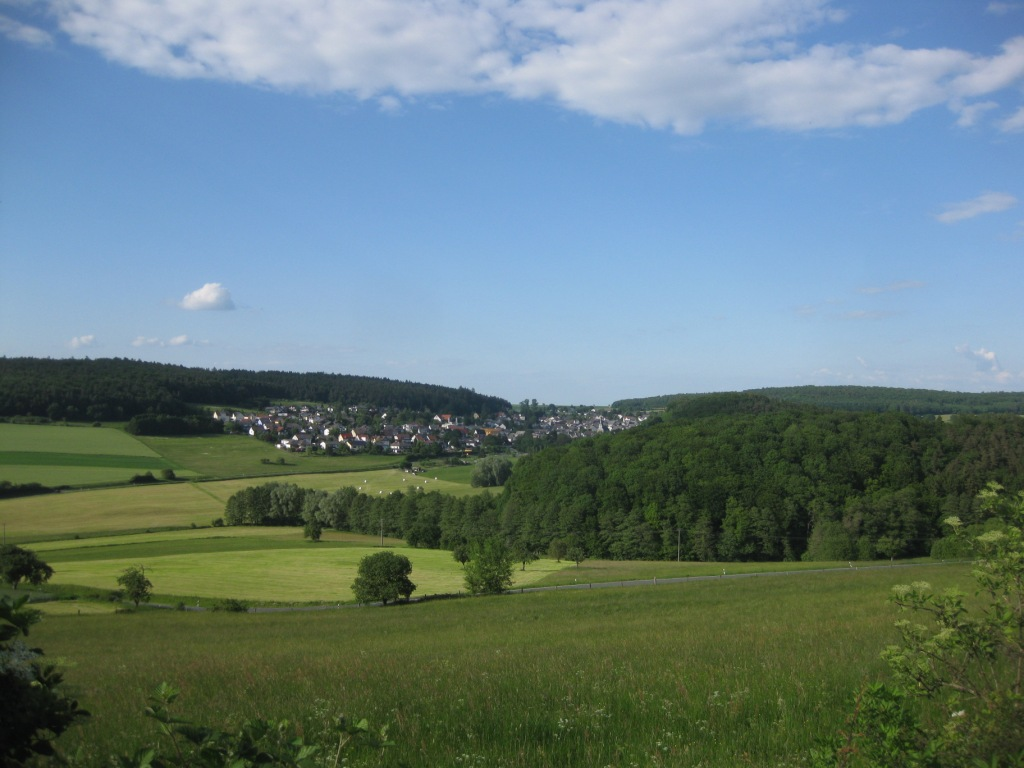
Blick über das Laubusbachtal
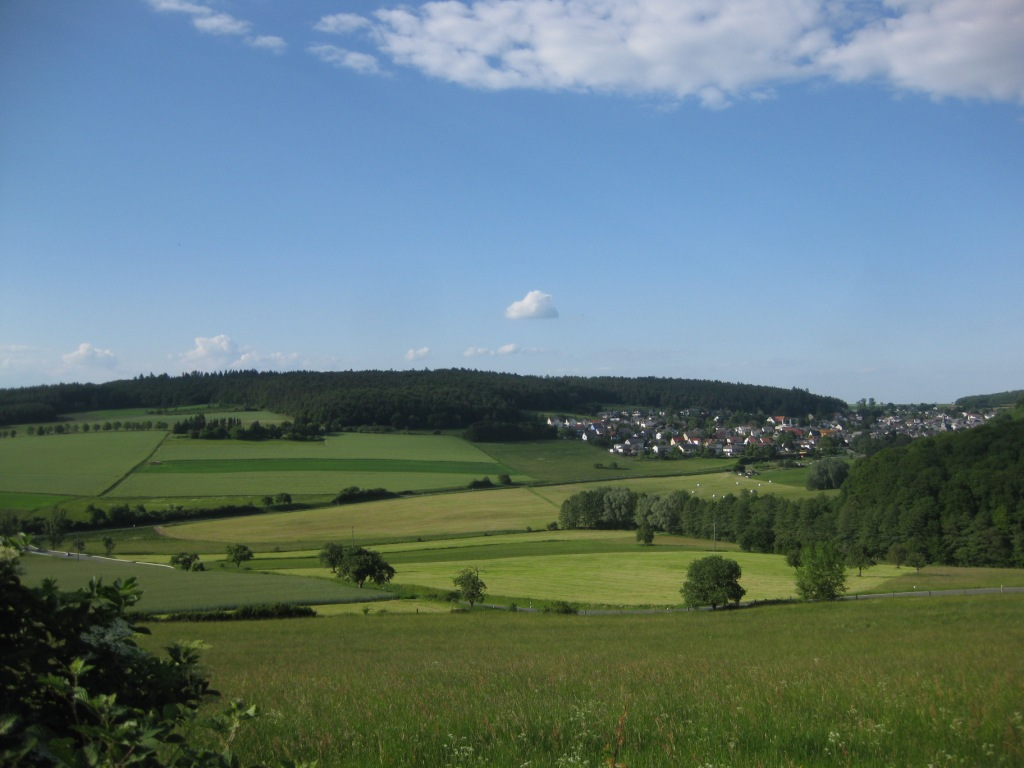
Rote Küppel (Bildmitte)
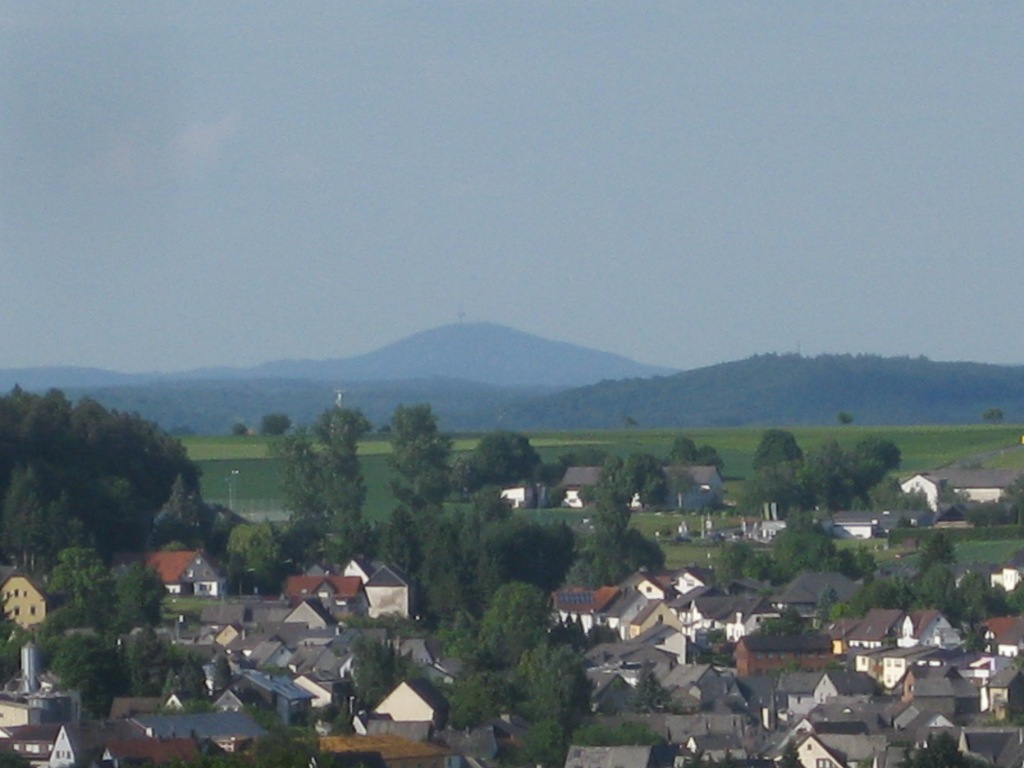
Blick zum Dünsberg
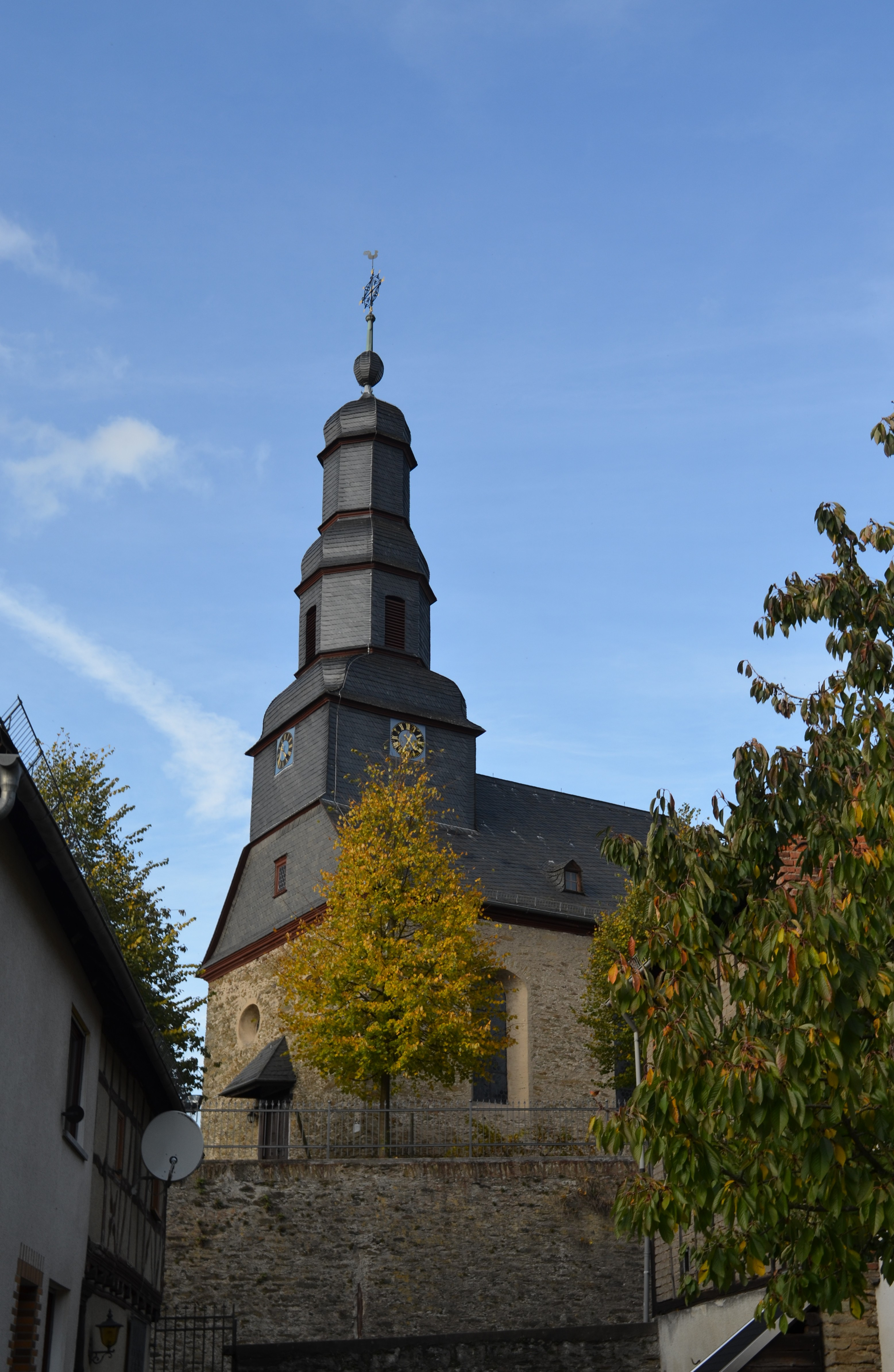
Evangelische Kirche

## Infrastruktur
Seit dem Jahr 1932 sorgt die Freiwillige Feuerwehr Wolfenhausen (ab 1. März 1977 mit Jugendfeuerwehr und ab 25. September 2010 mit Kinderfeuerwehr) für den abwehrenden Brandschutz und die allgemeine Hilfe in diesem Ort. Es bestehen in Wolfenhausen ein Dorfgemeinschaftshaus im Kirschbaumweg, der Kindergarten „Unter dem Lindenbaum“ in der Bornbachstraße, das beheizte Freibad, ein Sportplatz in der Bornbachstraße, Kinderspielplätze und Wanderwege.